# ناوباغ
ناوباغ هي بلدة في مقاطعة شيرآباد في ولاية صرخنداريا في أوزبكستان.